# Rebecka Lazić
Rebecka Lazic, född 24 september 1994 i Lenhovda, Kronobergs län, är en svensk volleybollspelare (spiker). Hon spelar (2022) för RC Cannes. Lazic spelar i seniorlandslaget, tillsammans med tvillingsystern Alexandra Lazić. Tillsammans med syskonparet Anna och Isabelle Haak utgör de stommen i landslaget.
Lazic växte upp i Arlöv med föräldrar från Serbien. Som ung spelade hon tennis och simmade tills hon som 12-åring blev tipsad om att spela volleyboll på grund av sin längd. Hon spelade först för Svedala Volleyboll och med dem blev hon utsedd till årets genombrott i Elitserien 2009/2010.
Hon började därefter vid volleybollgymnasiet i Falköping och spelade med RIG Falköping. Hon gick på gymnasiet i två år, men lämnade det 2012 för spel i franska elitklubben RC Cannes. Efter två år i klubben gick hon vidare till Rote Raben Vilsbiburg för att få mer speltid. Senare har hon spelat för Südtirol Bolzano (2015/16), CSM Volei Alba Blaj (2016/17), Entente Sportive Le Cannet-Rocheville (2017/18),  MKS Kalisz (2018/19), Wealth Planet Perugia Volley (2019/20) och Azzurra Volley San Casciano (2020/21), Volley-Ball Nantes (2021/22) innan hon började spela för sin nuvarande klubb. I maj 2023 bröt hon ett ben i vänsterhanden, vilket gjorde att hon missade en stor del av landslagssäsongen 2023.